# Неиве-Боргоново (Кунео)
Неиве-Боргоново (итал. Neive-Borgonovo) је насеље у Италији у округу Кунео, региону Пијемонт.
Према процени из 2011. у насељу је живело 1806 становника. Насеље се налази на надморској висини од 236 м.